# Miriam Staudte
Miriam Staudte (ur. 4 listopada 1975 w Kilonii) – niemiecka polityk i pedagog, działaczka Sojuszu 90/Zieloni, w latach 2008–2022 deputowana do Landtagu Dolnej Saksonii, minister w rządach Dolnej Saksonii.

## Życiorys
W 1995 roku zdała egzamin maturalny. W latach 1996–2001 studiowała w zakresie pracy socjalnej na Fachhochschule Nordostniedersachsen w Lüneburgu, uzyskując tytuł dyplomowanej pedagog i pracowniczki socjalnej. W latach 2002–2003 pracowała jako pracowniczka socjalna w Szpitalu Johannitów w Geesthacht w ramach roku przygotowawczego do uzyskania pełnych kwalifikacji zawodowych.
Należy do Sojuszu 90/Zielonych od 1993 roku. W latach 2001–2016 była deputowaną do rady powiatu Lüneburg, pełniąc w latach 2004–2008 funkcję przewodniczącej frakcji Zielonych. W latach 2006–2008 była również radną gminy zbiorczej Scharnebeck. Od 2008 do 2022 roku była posłanką do Landtagu Dolnej Saksonii, gdzie pełniła funkcję zastępczyni przewodniczącego klubu parlamentarnego Zielonych. W latach 2021–2022 była deputowaną do rady powiatu Lüchow-Dannenberg.
8 listopada 2022 roku objęła urząd ministra ds. wyżywienia, rolnictwa i ochrony konsumentów Dolnej Saksonii. Od tego samego dnia jest także zastępczym członkiem Bundesratu.